# А вот и Паучок…
«А вот и Паучок…» (англ. Along Came a Spider…) — тринадцатый эпизод второго сезона американского мультсериала «Мстители: Величайшие герои Земли».

## Сюжет
Полицейские вызвали Капитана Америка и Железного человека, чтобы показать им разрушенную статую Кэпа, которую уничтожили разъярённые жители. Тони идёт в «Daily Bugle» к Джоне Джеймсону, дабы разобраться с его пасквилями о Стиве Роджерсе (такими же, которые Джеймсон пишет много лет о Человеке-пауке). В редакции Старку не верят, что тот Капитан Америка был пришельцем, и они решают взять интервью у настоящего Кэпа. Джеймсон отправляет с ними фотографа Питера Паркера. Герои перевозят суперзлодеев, и за этим наблюдает гневная толпа, ругающая Капитана. Когда конвой движется, у Стива берут интервью. Он не снимает с себя ответственности и больше ничего не добавляет. На полицейские машины нападает Змеиное общество, желающее освободить Кобру и Гадюку. Во время битвы, Питер убегает на крышу, чтобы переодеться в свой костюм Человека-паука. Змеи подмечают предательство Капитана Америка, и один злодей ударяет его электрошокером. К Кэпу на помощь приходит Паук. Один змей стреляет из своего хвоста, и из-за взрыва земля начинает проваливаться.
Когда Кэп помогает Паучку выбраться из-под обломков, Спайди выручает агента Куотермейна, а Роджерс вытаскивает злодеев. В подземке герои также встречают простых людей. Гражданин ругается с Человеком-пауком, а затем с Капитаном Америка, называя последнего предателем. Паучок встаёт на сторону Кэпа, но Роджерс просит его успокоиться. Капитан Америка говорит людям, что в тоннеле небезопасно, и нужно двигаться. Человек-паук светит фонариком и ведёт всех за собой. Гадюка отмечает, как быстро люди забывают героев, в то время как её сообщество во всю стремиться её освободить. Паук предчувствует опасность и сообщает об этом Кэпу. Он также интересуется, почему Кэп не защищает своё имя, и тот отвечает, что ему всё ровно на чьё-то мнение: главное, что он знает правду, кем является. Роджерс также хвалит Паука за его неблагодарный героизм. На всех нападает догнавшее их Змеиное общество.
Гадюка ставит условие, чтобы Кэп отпустил её, и тогда никто не пострадает. Старик подталкивает Капитана на этот поступок, но Стив внезапно атакует змей, и Паук помогает ему. Куотермейн уводит людей, но они натыкаются на другого змея. Человек-паук спасает граждан от него. Один из змей снова стреляет хвостом, и тоннель начинает обрушиваться. Паук лезет удерживать его. Кэп продолжает защищать граждан от Змеиного общества, которому не страшно оказаться под руинами, ибо они и не из таких мест выползали. Капитан Америка отважно сражается, но его одолевают и связывают. Однако граждане начинают кидать в змей камнями. Кэп пользуется моментом и освобождается, затем справляясь со Змеиным обществом. Человек-паук изо всех сил сдерживает обвал. Падающую платформу вверх поднимают другие Мстители, пришедшие на помощь. Паучок падает на землю с облегчением. В следующий раз он встречается с Кэпом на крыше, читая газету Джеймсона, к которой написано, что Капитан Америка спас Нью-Йорк от нашествия змей и Человека-паука. Роджерс снова подбадривает юного героя, говоря, что люди, которых он спас, знают истину, а значит, скоро о ней узнает весь мир. Паучок все ровно хочет найти Джеймсона и заставить его съесть свою статью; Кэп не возражает, и Человек-паук улетает.

## Производство
Сценарий к эпизоду написал Кристофер Йост, а режиссёром выступил Рой Бёрдин.
Изначально Человека-паука должен был озвучивать Джош Китон, который исполнял эту роль в мультсериале «Новые приключения Человека-паука». Он записал свои реплики ещё в 2010 году, но позже Marvel решила заменить его Дрейком Беллом, который сыграл Паркера в «Великом Человеке-пауке». Грей Делайл снова озвучила Бетти Брант, как и в «Новых приключениях Человека-паука», а Дж. К. Симмонс вернулся к образу Джей Джоны Джеймсона, которого исполнял в трилогии Сэма Рэйми о Человеке-пауке.

## Отзывы
Джесс Шедин из IGN поставил эпизоду оценку 8 из 10 и написал, что «Спайди дебютировал в „Величайших героях Земли“ в довольно сдержанном эпизоде, который эффективно изучил последствия публичного позора Капитана Америка во время сюжетной линии „Тайного вторжения“». Во многих отношениях серия напомнила критику классический комикс The Amazing Spider-Man #33, в котором Человек-паук также оказался под обвалом и был вынужден собрать все свои силы, чтобы спастись. Рецензент отметил, что «этот эпизод действительно подтвердил идею о том, что Кэп и Паучок — герои из-за своих поступков, а не из-за прихотей непостоянной публики». Шедина «немного разочаровывало отсутствие реальной глубины отношений между Кэпом и Гадюкой», ведь «этих двоих интересно показали в „Узнике войны“, и было бы здорово увидеть, как Гадюка проявляет более противоречивые чувства по поводу возобновления вражды». Критик также похвалил озвучку Дрейка Белла и Дж. К. Симмонса.
Сайт CBR поставил серию на 9 место в топе лучших эпизодов мультсериала по версии IMDb.